# IBM PC XT 286
IBM PC XT 286 (PC XT 286) је професионални рачунар, производ фирме IBM који је почео да се израђује у САД током 1986. године. IBM PC XT 286 је био прелазни модел између модела IBM PC XT и IBM PC AT.
Користио је Intel 80286 као централни микропроцесор а RAM меморија рачунара PC XT 286 је имала капацитет од 640 KB. 
Као оперативни систем кориштен је MS DOS.

## Детаљни подаци
Детаљнији подаци о рачунару PC XT 286 су дати у табели испод.
|                       |                                                                                      |
| [ 1 ]                 |                                                                                      |
| Произвођач            |                                                                                      |
| Тип                   | професионални рачунар                                                                |
| Меморија              | 640                                                                                  |
| Поријекло             | Сједињене Америчке Државе                                                            |
| Година                | 1986                                                                                 |
| Тастатура             | професионална тастатура са функцијским тастерима, нумеричка тастатура и едит тастери |
| Процесор              |                                                                                      |
| Фреквенција процесора | 6                                                                                    |
| RAM                   | 640                                                                                  |
| ROM                   | 64                                                                                   |
| Текст                 | 80 x 24 / 40 x 24                                                                    |
| Графика               | модови: 320 x 200 / 640 x 200                                                        |
| Боја                  | 16                                                                                   |
| Звук                  | мали звучник                                                                         |
| Димензије             | непознато                                                                            |
| Портови               |                                                                                      |
| Оперативни систем     |                                                                                      |